# Happy Moment
Happy Moment è il primo album in studio del girl group sudcoreano Cosmic Girls, pubblicato il 7 giugno 2017.

## Tracce
1. Happy – 3:00
2. Miracle (기적 같은 아이) – 3:43
3. Mr. BADBOY – 3:48
4. SUGAR – 3:05
5. Babyface – 3:19
6. Plop Plop (퐁당퐁당) – 3:14
7. Follow Me – 3:40
8. B.B.B.Boo – 3:35
9. Geeminy – 3:31
10. Closer to You (지금 만나러 가요) – 3:30

## Classifiche
| Classifica (2017) | Posizione massima |
| ----------------- | ----------------- |
| Corea del Sud     | 3                 |